# Ambasada Stanów Zjednoczonych w Rydze
Ambasada Stanów Zjednoczonych w Rydze (ang. The Embassy of the United States in Riga, łot. ASV vēstniecība Rīgā) – misja dyplomatyczna Stanów Zjednoczonych Ameryki w Republice Łotewskiej.

## Historia
Od 1919 interesy Stanów Zjednoczonych w nieuznawanych jeszcze przez Waszyngton krajach bałtyckich, reprezentował komisarz rezydujący w Rydze. Stany Zjednoczone uznały niepodległość Łotwy 28 lipca 1922, za prezydentury Warrena Hardinga i w tym samym dniu oba państwa nawiązały stosunki dyplomatyczne. Wraz z nawiązaniem stosunków dyplomatycznych amerykański komisarz w Rydze otrzymał stopień ministra pełnomocnego. 13 listopada 1922 zostało otwarte Poselstwo Stanów Zjednoczonych w Rydze.
Przez cały okres międzywojenny poseł w Rydze był akredytowany również w Estonii i na Litwie (kowieńskiej), również po otwarciu osobnych poselstw w Tallinnie i Kownie w 1930. 5 sierpnia 1940 Łotwa utraciła niepodległość na rzecz Związku Sowieckiego, co jednak nigdy nie zostało uznane przez rząd Stanów Zjednoczonych. Władze sowieckie wymusiły zamknięcie amerykańskiego poselstwa w Rydze, co nastąpiło 5 września 1940.
2 września 1991 prezydent George H.W. Bush uznał odzyskanie niepodległości Łotwy i trzy dni później oba państwa wznowiły normalne stosunki dyplomatyczne. 2 października 1991 otwarto Ambasadę Stanów Zjednoczonych w Rydze.

## Szefowie misji

### Posłowie Stanów Zjednoczonych
jeżeli nie zaznaczono inaczej w randzie posła
- Evan Young (1922) minister, wcześniej komisarz[2]
- Frederick William Backus Coleman (1922 - 1931)
- Robert Peet Skinner (1932 - 1933)
- John Van Antwerp MacMurray (1934 - 1936)
- Arthur Bliss Lane (1936 - 1937)
- Frederick Augustine Sterling nie objął placówki
- John Cooper Wiley (1938 - 1940)
- Earl LeNoir Packer (1940) chargé d’affaires

### Ambasadorzy Stanów Zjednoczonych
jeżeli nie zaznaczono inaczej w randzie ambasadora
- Ints M. Silins (1991 - 1995) do 1992 chargé d’affaires, następnie ambasador
- Larry C. Napper (1995 - 1998)
- James Howard Holmes (1998 - 2001)
- Brian E. Carlson (2001 - 2004)
- Catherine Todd Bailey (2005 - 2008)
- Charles W. Larson Jr. (2008 - 2009)
- Judith Gail Garber (2009 - 2012)
- Mark A. Pekala (2012 - 2014)
- Nancy Bikoff Pettit (2015 - 2019)
- John Carwile (2019 - 2023)[4]
- Christopher Robinson (2023 - nadal)